# Campeonato Mundial de Gimnasia Artística de 2010
El XLII Campeonato Mundial de Gimnasia Artística se celebró en Róterdam (Países Bajos) entre el 16 y el 24 de octubre de 2010 bajo la organización de la Federación Internacional de Gimnasia (FIG) y la Real Federación Neerlandesa de Gimnasia.
Las competiciones se realizaron en el pabellón Ahoy de la ciudad neerlandesa.

## Resultados

### Masculino
| Evento                               | Oro                                                                               | Plata | Bronce |
| ------------------------------------ | --------------------------------------------------------------------------------- | --- | --- |
| Concurso completo individual (22.10) | Kohei Uchimura Japón 92,331 pts.                                                  | Philipp Boy · Alemania · 90,048 pts.                                                                      | Jonathan Horton Estados Unidos 89,864 pts.                                                                                     |
| Suelo (23.10)                        | Eleftherios Kosmidis · Grecia · 15,700                                            | Kohei Uchimura Japón 15,533                                                                               | Daniel Purvis Reino Unido 15,366                                                                                               |
| Caballo con arcos (23.10)            | Krisztián Berki · Hungría · 15,833                                                | Louis Smith Reino Unido 15,733                                                                            | Prashanth Sellathurai Australia 15,566                                                                                         |
| Paralelas (23.10)                    | Feng Zhe China 15,966                                                             | Teng Haibin China 15,616                                                                                  | Kohei Uchimura Japón 15,500 |
| Anillas (24.10)                      | Chen Yibing China 15,900                                                          | Yan Mingyong China 15,700                                                                                 | Matteo Morandi · Italia · 15,666                                                                                               |
| Salto de potro (24.10)               | Thomas Bouhail Francia 16,449                                                     | Anton Golotsutskov · Rusia · 16,366                                                                       | Dmitri Kaspiarovich · Bielorrusia · 16,316                                                                                     |
| Barra fija (24.10)                   | Zhang Chenglong China 16,166                                                      | Epke Zonderland · Países Bajos · 16,033                                                                   | Fabian Hambüchen · Alemania · 15,966                                                                                           |
| Concurso por equipos (21.10)         | China Chen Yibing Feng Zhe Teng Haibin Yan Mingyong Lü Bo Zhang Chenglong 274,997 | Japón Kohei Uchimura Koji Yamamuro Koji Uematsu Kazuhito Tanaka Kenya Kobayashi Tatsuki Nakashima 273,769 | Alemania · Philipp Boy · Fabian Hambüchen · Thomas Taranu · Evgenij Spiridonov · Sebastian Krimmer · Matthias Fahrig · 271,252 |

### Femenino
| Evento                               | Oro | Plata | Bronce                                                                            |
| ------------------------------------ | --- | --- | --------------------------------------------------------------------------------- |
| Concurso completo individual (22.10) | Aliyá Mustáfina · Rusia · 61,032 pts.                                                                                               | Jiang Yuyuan China 59,998 pts.                                                                                   | Rebecca Bross Estados Unidos 58,966 pts.                                          |
| Salto de potro (23.10)               | Alicia Sacramone Estados Unidos 15,200                                                                                              | Aliyá Mustáfina · Rusia · 15,066                                                                                 | Jade Fernandes Barbosa · Brasil · 14,799                                          |
| Barras asimétricas (23.10)           | Elizabeth Tweddle Reino Unido 15,733                                                                                                | Aliyá Mustáfina · Rusia · 15,600                                                                                 | Rebecca Bross Estados Unidos 15,066                                               |
| Suelo (24.10)                        | Lauren Mitchell Australia 14,833 | Aliyá Mustáfina · Rusia · Diana Chelaru · Rumania · 14,766                                                       | —                                                                                 |
| Barra (24.10)                        | Ana Porgras · Rumania · 15,366 | Deng Linlin China Rebecca Bross Estados Unidos 15,233                                                            | —                                                                                 |
| Concurso por equipos (20.10)         | Rusia · Xeniya Afanasieva · Aliya Mustafina · Tatiana Nabieva · Xeniya Semionova · Yekaterina Kurbatova · Anna Dementieva · 175,397 | Estados Unidos Rebecca Bross Mackenzie Caquatto Bridget Sloan Mattie Larson Aly Raisman Alicia Sacramone 175,196 | China Jiang Yuyuan He Kexin Sui Lu Huang Qiushuang Deng Linlin Yang Yilin 174,781 |

## Medallero
| Núm. | País           | Oro | Plata | Bronce | Total |
| ---- | -------------- | --- | ----- | ------ | ----- |
| 1    | China          | 4   | 4     | 1      | 9     |
| 2    | Rusia          | 2   | 4     | 0      | 6     |
| 3    | Estados Unidos | 1   | 2     | 3      | 6     |
| 4    | Japón          | 1   | 2     | 1      | 4     |
| 5    | Reino Unido    | 1   | 1     | 1      | 3     |
| 6    | Rumania        | 1   | 1     | 0      | 2     |
| 7    | Australia      | 1   | 0     | 1      | 2     |
| 8    | Francia        | 1   | 0     | 0      | 1     |
| 8    | Grecia         | 1   | 0     | 0      | 1     |
| 8    | Hungría        | 1   | 0     | 0      | 1     |
| 11   | Alemania       | 0   | 1     | 2      | 3     |
| 12   | Países Bajos   | 0   | 1     | 0      | 1     |
| 13   | Bielorrusia    | 0   | 0     | 1      | 1     |
| 13   | Brasil         | 0   | 0     | 1      | 1     |
| 13   | Italia         | 0   | 0     | 1      | 1     |
|      | TOTAL          | 14  | 16    | 12     | 42    |